# Eduard Behm
Eduard Behm, né le 8 avril 1862 à Stettin et mort le 6 février 1946 à Bad Harzburg, est un pianiste et compositeur allemand post-romantique.

## Biographie
Eduard Behm est le fils d'un médecin de Stettin. Il fréquente le lycée de garçons de Stettin jusqu'à son Abitur. Il prend dans cette ville ses premières leçons de piano auprès de Karl Adolf Lorenz et Robert Seidel, avant d'entrer au conservatoire de Leipzig où il est élève de Carl Reinecke et Oscar Paul. Il poursuit ses études à l'École royale supérieure de musique de Berlin auprès d'Oskar Raif et Friedrich Kiel et prend quelques cours pendant son séjour à Vienne auprès de Johannes Brahms. Après deux années dans sa ville natale (comme Rezensent et chef d'orchestre) et à Erfurt (comme enseignant à l'Académie de musique), Behm est jusqu'en 1901 directeur du conservatoire Schwantzerscher de Berlin. Il est nommé professeur en 1917.
Behm, qui se réfère au style post-romantique allemand dans ses œuvres, obtient le prix Mendelssohn pour une symphonie et pour un concerto de piano le prix Bösendorfer. Il composa trois sonates pour violon, un concerto pour violon, un trio pour piano, un quintette pour clarinette, un sextuor pour cordes (avec une violotta construite par Alfred Stelzner), quelques lieder et œuvres pour chœurs d'hommes, ainsi que les opéras Der Schelm von Bergen (1899), Marienkind (1902) et Das Gelobnis (1914). Il a également écrit les essais Aus meinem Leben (De ma vie) (Deutsche Tonkünstlerzeitung IX) et Kurze Selbstbiographie (Courte autobiographie) (Musik in Pommern I, 1932).
Brehm meurt dans la maison de retraite des compositeurs (Versorgungsstiftung der deutschen Komponisten) de Bad Harzburg.